# St.-Jacobi-Kirche (Neustadt in Sachsen)

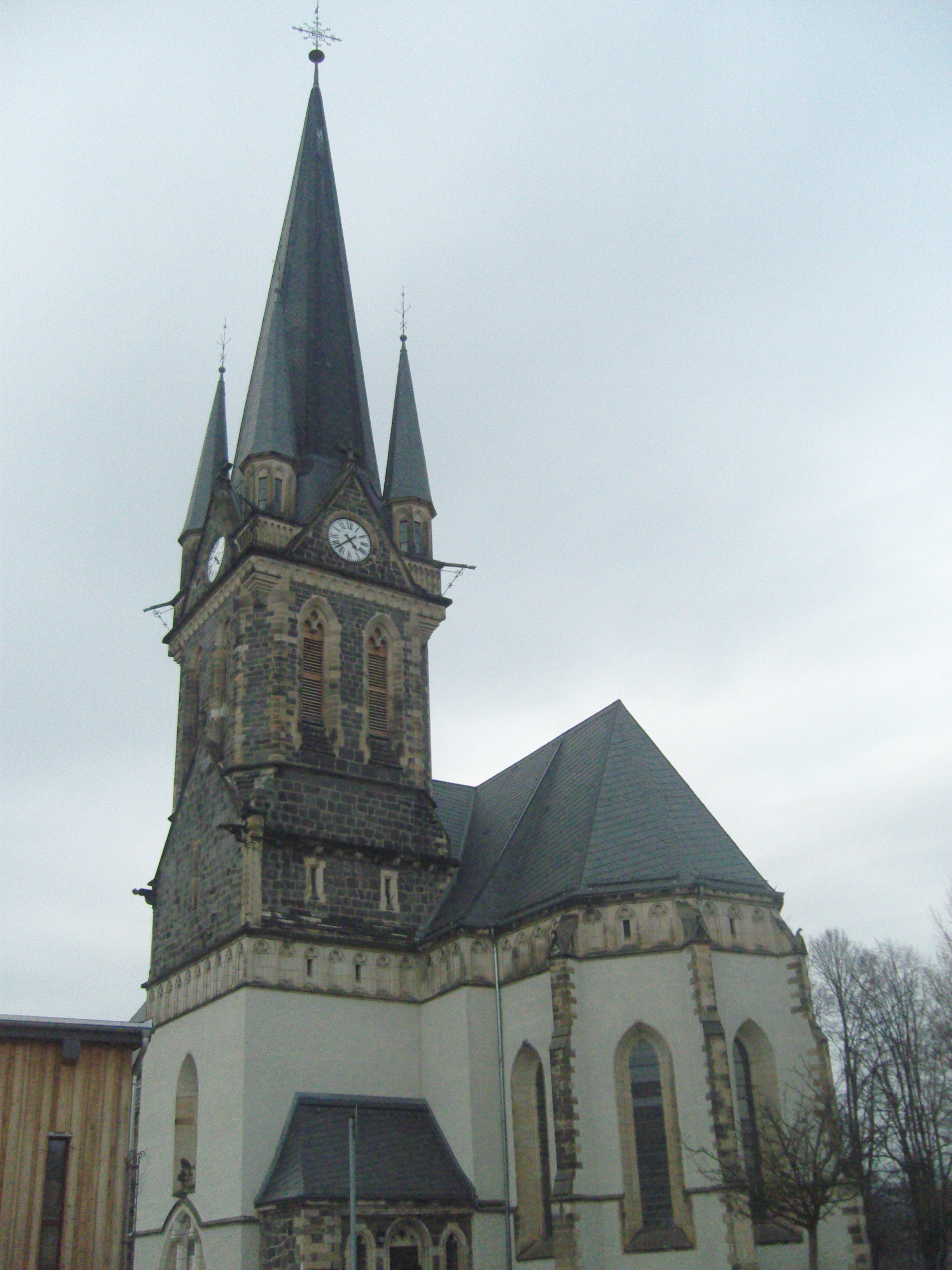
St.-Jacobi-Kirche in Neustadt in Sachsen

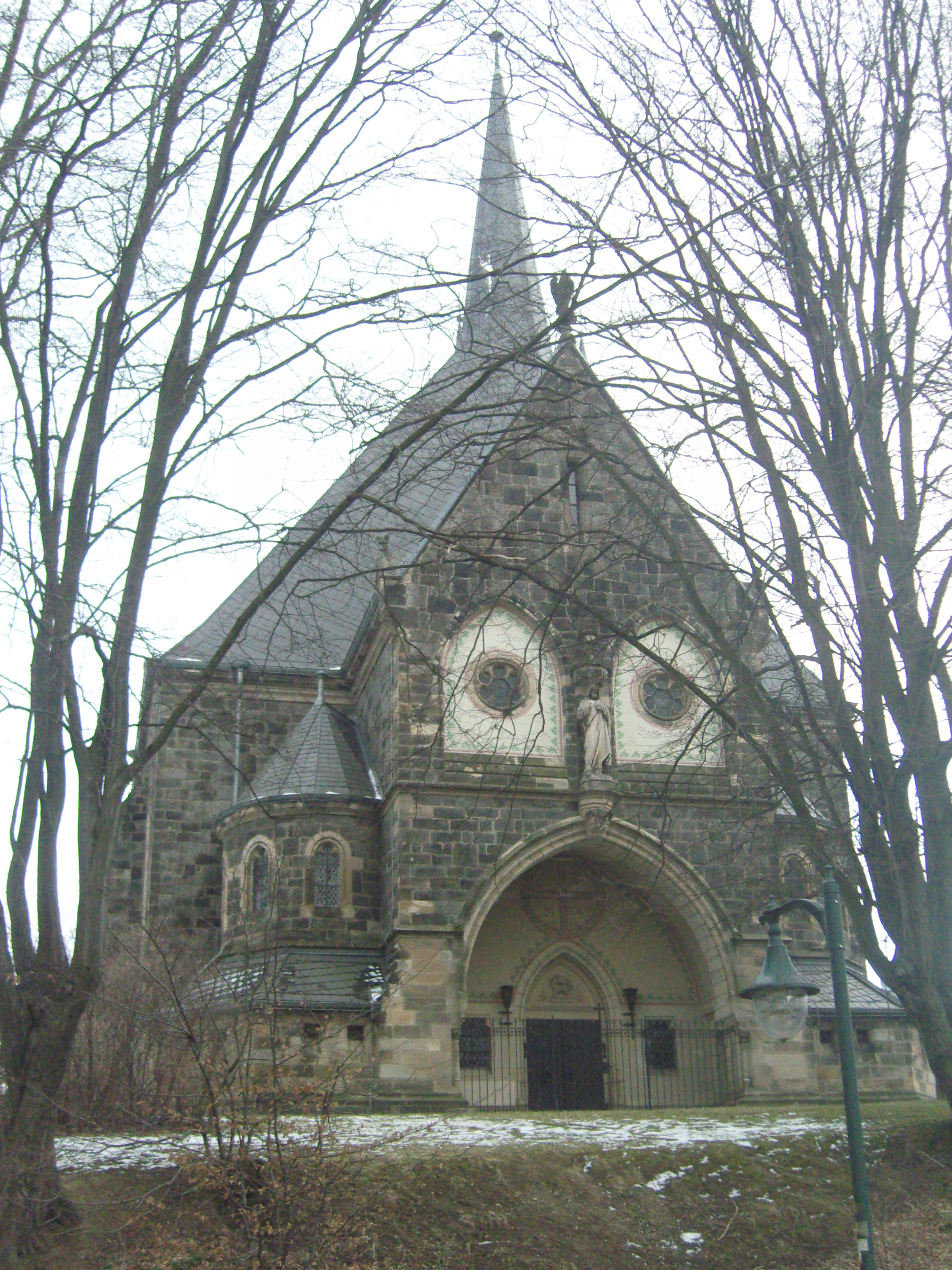
Eingang

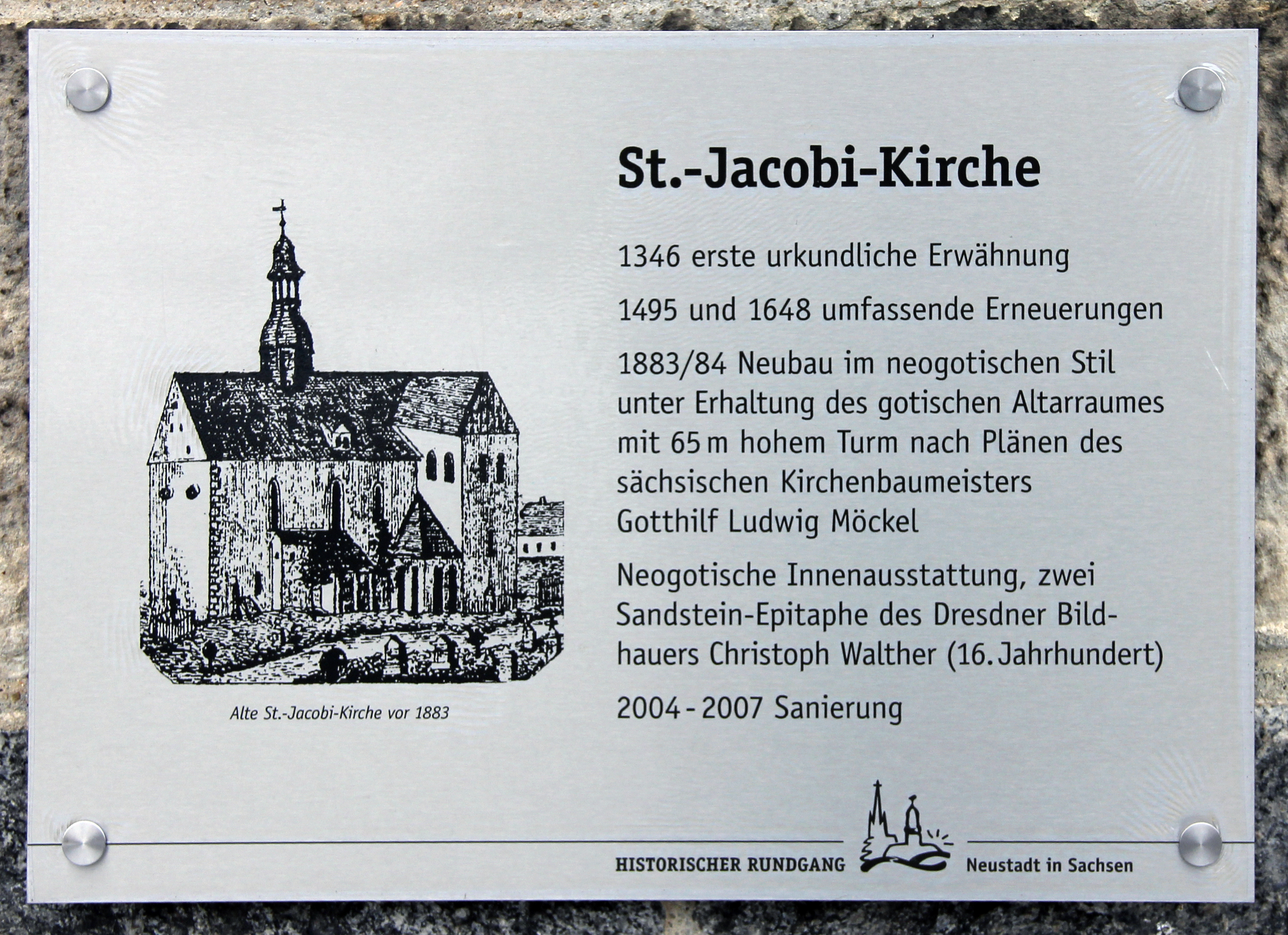
Gedenktafel am Kirchplatz

Die evangelisch-lutherische Stadtkirche St. Jacobi befindet sich in Neustadt im Landkreis Sächsische Schweiz-Osterzgebirge. Der Turm der 1884 im neogotischen Stil umgebauten Kirche ist das höchste Gebäude des Ortes.

## Geschichte
Im Jahr 1346 wurde St. Jacobi erstmals als Stadtkirche erwähnt. Seit der Reformation im Jahr 1539 diente die Kirche der evangelisch-lutherischen Gemeinde als Gotteshaus.
Im Lauf der Zeit wurden immer wieder Renovierungen erforderlich. In der Mitte des 19. Jahrhunderts war dann ihr baulicher Zustand so schlecht geworden, dass man 1860 einen kompletten Umbau beschloss. Bis zur Realisierung dauerte es jedoch noch 22 Jahre, dann war der Verfall so weit fortgeschritten, dass eine ständige Gefahr für die Besucher bestand. In seiner Sitzung am 19. Juni 1882 beschloss der Kirchenvorstand, einen Kredit aufzunehmen, um die geplanten Kosten von 75.000 Mark sicherzustellen. Im Verlauf der Arbeiten wurde bald klar, dass dieser Betrag nicht reichen würde. Nach Abschluss aller Arbeiten betrug die Bausumme 191.859 Mark und 84 Pfennige. Begonnen wurden die Arbeiten am 27. März 1883 nach Plänen von Gotthilf Ludwig Möckel. Die Bauleitung hatte Georg Rudolf Vogel aus Dresden. Möckel behielt den gewölbten Chor des 15. Jahrhunderts bei. Durch einen neu geschaffenen Triumphbogen verband er ihn organisch mit dem vollkommen neu konzipierten Langhaus. Die gesamte Inneneinrichtung entstand ebenfalls nach Ideen von Möckel. Am 30. November 1884, dem 1. Advent, wurde die neue Kirche in einem feierlichen Gottesdienst durch den Superintendenten Carl Ludwig Blochmann geweiht. Die Predigt hielt der damalige Neustädter Pfarrer Satlow.

## Baubeschreibung

### Altarraum
Der Altarraum ist der älteste Teil der Kirche aus dem 15. Jahrhundert. Die gotischen Gewölbe blieben bei der Renovierung 1883/1884 stehen. Zwei Schlusssteine in dem Bruchsteingewölbe werden schon in sehr alten Quellen erwähnt: die Taube und der Christuskopf. Im dritten Schlussstein ist ein Punkt als Symbol für die Weltkugel. Es ist der Hinweis auf Gottvater, des Schöpfers der Erde. Diese drei Steine könnten insgesamt auf die Dreieinigkeit Gottes hindeuten. In der Mitte des Gewölbes hängt ein Messingleuchter. An dessen unterem Rand befindet sich eine Inschrift: Christian Roßler von Breßlau Stiffter dieses Leuchters 1730.
Die beiden Patronatslogen (Betstübchen) rechts und links werden den hier ansässig gewesenen Rittergutsbesitzern von Langburkersdorf und Polenz zugeordnet, wobei besonders die Besitzer von Langburkersdorf eine bedeutende Rolle in der Kirchengeschichte von Neustadt einnehmen.

#### Altar
Der Altar ist eine Schnitzarbeit des Dresdner Tischlermeisters Adolf R. Trache, nach Modellen der Bildhauer Razzan und Bäum. Die bekrönende Figur ist der gekreuzigte Jesus, zu dessen Füßen Maria, seine Mutter, und Johannes, der einzige der Jünger, der Christus zum Kreuz begleitete, stehen. Die Enden des Kreuzes sind zu Medaillons ausgearbeitet, in denen die Symbole der vier Evangelisten Matthäus (Mensch), Lukas (Stier), Markus (Löwe) und Johannes (Adler) dargestellt sind. Diese Medaillons und ein ursprünglich vorhandener Strahlenkranz um die Kreuzesenden weisen auf Einflüsse von Oberammergau hin. Das Mittelfeld des neogotischen Altares zeigt als Holzrelief die Heilung eines Gelähmten. Jesus wendet sich dem Kranken zu. Er bemerkt nicht nur die äußerlichen Gebrechen, sondern vor allem die innere Not.

### Bleiglasfenster
Der Entwurf für die Bleiglasfenster stammt ebenfalls von Möckel, die Zeichnungen dazu vom Historienmaler Anton Dietrich aus Dresden. Die Ausführung übernahm A. Schulze aus Leipzig, hergestellt wurden die Fenster in der Königlich Sächsischen Hofglasmalerei C. L. Türcke in Zittau. Während der Generalreparatur 2006 wurden die Fenster restauriert.

### Epitaphe
Rechts und links von den Altarstufen sind zwei wertvolle Epitaphe aus dem 16. Jahrhundert zu sehen. Sie wurden von dem Steinbildhauer Christoph Walther II aus Dresden geschaffen. Das Epitaph auf der Kanzelseite ist dem Rittergutsbesitzer Heinrich von Hermsdorf auf Polenz gewidmet, der am 23. Juli 1581 verstarb. Rechts und links vom Mittelbild sind die Wappen seiner Eltern dargestellt. Das Bild über dem Stifter zeigt die Auferstehung Jesu mit den schlafenden Wächtern. Gegenüber befindet sich das Grabdenkmal der Frau Anna Wehse, geborene von Ponickau. Aus der Inschrift der mittleren Kartusche geht hervor, dass Hans Georg Wehse und Anna von Ponickau erst am 27. Februar 1578 geheiratet hatten. Da ein Sohn geboren wurde, ist anzunehmen, dass die junge Frau bei der Geburt oder am Kindbettfieber verstorben ist. Hans Georg Wehse zog später nach Dresden und starb dort am 26. Dezember 1628. Über den Stiftern ist die Darstellung der Erscheinung Christi zum Weltgericht und ganz oben Gottvater mit der Weltkugel zu sehen.

### Kanzel
Am Übergang vom Altarraum zum Kirchenschiff befindet sich eine geschnitzte Kanzel. Die Stufen aus Holz und ein schönes schmiedeeisernes Geländer führen zu ihr hinauf. An ihrer Außenwand sind wieder die Symbole der vier Evangelisten. Diese Symbole sind seit dem 4. Jahrhundert festgelegt und haben ihren Ursprung beim Propheten Ezechiel (1,5–25 ) und in der Offenbarung (4,6–10 ).
Matthäus wird als Mensch dargestellt, Markus als Löwe, Lukas als Stier und Johannes als Adler. Die aufsteigenden Fledermäuse an den Kanzelecken sollen die fliehenden Mächte der Finsternis darstellen.

## Orgel
Auf der Westempore befindet sich die Orgel, Opus 25 der Bautzener Orgelbauer Eule aus dem Jahr 1884. Das Instrument verfügt über 28 klingende Stimmen auf zwei Manualen (Umfang jeweils C – f’’’; 54 Tasten) und Pedal (C – d’; 27 Tasten). Hinter dem neogotischen Prospekt stehen die insgesamt 1728 Pfeifen. Ursprünglich hatte die Orgel dem dunklen, voluminösen, eher dumpfen romantischen Klangideal entsprechend viele tiefe Register. 1977 wurde eine umfangreiche Umdisponierung vorgenommen und 16’- bzw. 8’-Register durch höherfüßige Register, Aliquoten und Klangkronen ersetzt. Wie zur Bauzeit funktioniert die Steuerung des Instruments auch heute noch durch ein mechanisches Kegelladensystem; lediglich die Arbeit der Bälgetreter, die ursprünglich per Beinkraft Wind schöpfen mussten, übernimmt heute ein Elektromotor auf dem Kirchenboden. Die Disposition lautet:
| I Manual C–f3   |     |
| Pommer          | 16′ |
| Prinzipal       | 8′  |
| Gedackt         | 8′  |
| Gemshorn        | 8′  |
| Oktave          | 4′  |
| Rohrflöte       | 4′  |
| Schweizer Gambe | 4′  |
| Oktave          | 2′  |
| Schwiegel       | 1′  |
| Cornett II–III  |     |
| Mixtur IV       | 2′  |
| Trompete        | 8′  |

| II Manual C–f3 |        |
| Rohrflöte      | 8′     |
| Quintatön      | 8′     |
| Dolce          | 8′     |
| Prinzipal      | 8′     |
| Rohrflöte      | 4′     |
| Waldflöte      | 2′     |
| Zimbel III     |        |
| Quinte         | 2 ⁄3′  |
| Terz           | 1 3⁄5′ |
| Quinte         | 1 ⁄3′  |

| Pedal C–d1   |         |
| Prinzipalbaß | 16′     |
| Subbaß       | 16′     |
| Oktavbaß     | 8′      |
| Gedektbaß    | 8′      |
| Choralbaß II | 4′ + 2′ |
| Posaunenbaß  | 16′     |

- Koppeln: II/I, I/P, II/P
- Spielhilfen: feste Kombinationen (p, mf, Tutti)

## Glockengeläute

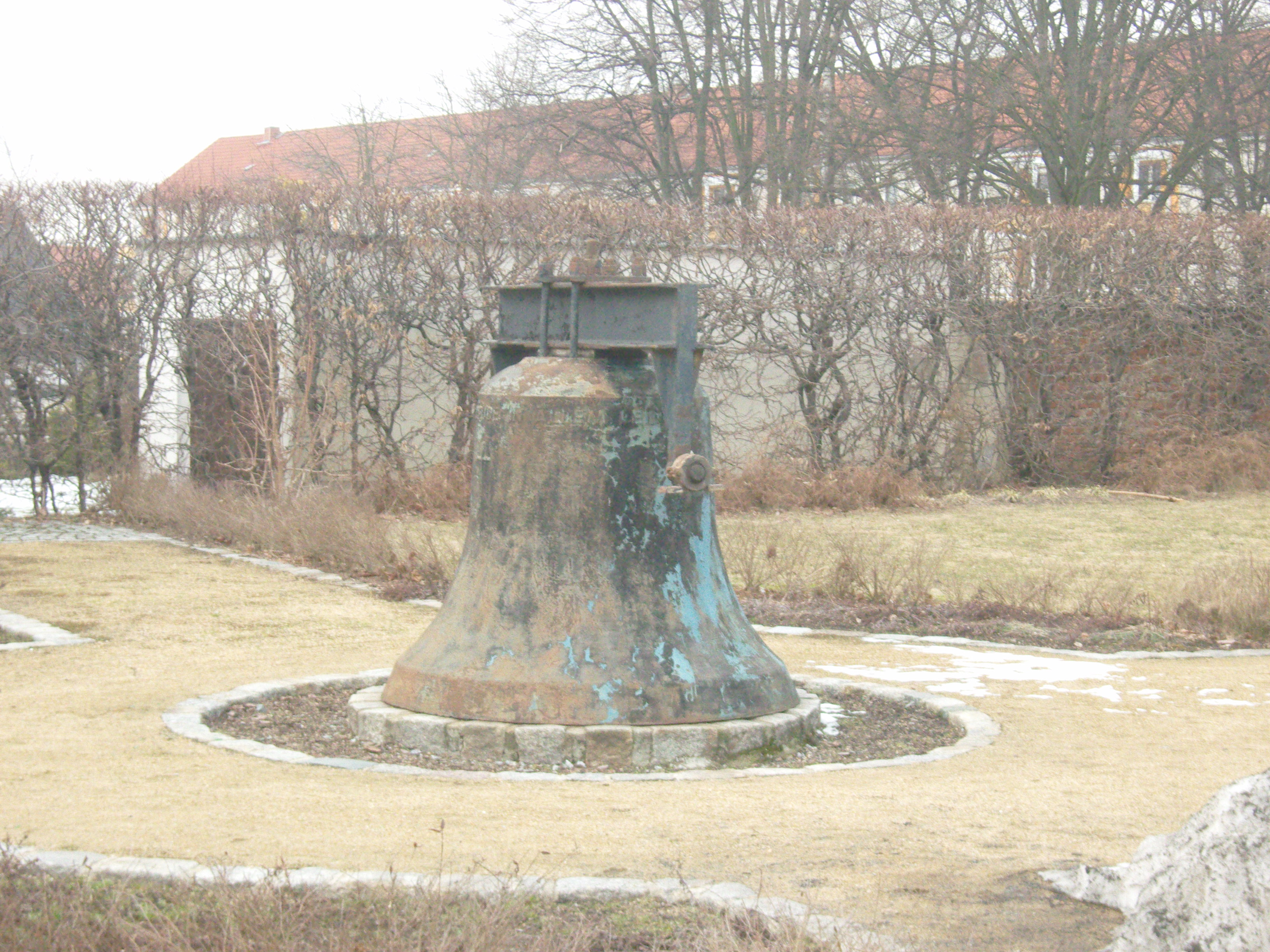
Alte Glocke vor der Kirche

Seit 1718 hatte die St.-Jacobi-Kirche ein Geläut aus vier Bronzeglocken. Im Ersten Weltkrieg wurden sie zu Rüstungszwecken eingeschmolzen. Als Ersatz schaffte sich die Kirchgemeinde 1919 bei der Glockengießerei Franz Schilling Söhne wiederum vier Glocken in der Disposition des′–f′–as′–b′ an. Jedoch fielen von diesem Geläut die drei größeren Glocken dem Zweiten Weltkrieg zum Opfer. Die kleine b′-Glocke verblieb zunächst in der Kirche.
Am 13. Juli 1958 erfolgte eine dritte Glockenweihe. Die Firma Schilling & Lattermann in Apolda/Morgenröthe-Rautenkranz hatte ein vierstimmiges Eisenhartgussgeläut angefertigt, das wegen materialbedingten Rostens von innen heraus nicht lange haltbar war.
Im Zuge der umfangreichen Kirchenrenovierung 2004/2007 konnte am 24. September 2006 die Weihe der neuen Bronzeglocken erfolgen, wieder in der Disposition des′–f′–as′–b′. Sie hängen paarweise übereinander in einem Glockenstuhl aus Eichenholz.
Glocke 1 hat das Nominal des′, wurde am 17. März 2006 in der Kunst- und Glockengießerei Lauchhammer gegossen und wiegt 1.680 kg. Sie trägt den Spruch: O HERR, MACHE MICH ZU EINEM WERKZEUG DEINES FRIEDENS.
Glocke 2 hat das Nominal f′, wurde am 3. März 2006 in Lauchhammer gegossen und wiegt 852 kg. Sie trägt den Spruch: CHRISTUS HAT DEM TOD DIE MACHT GENOMMEN.
Glocke 3 hat das Nominal as′, wurde am 31. März 2006 ebenfalls in Lauchhammer gegossen und wiegt 547 kg. Sie trägt den Spruch: DIE AUF DEN HERR VERTRAUEN, SCHÖPFEN NEUE KRAFT.
Glocke 4 hat das Nominal b′, wurde auch am 31. März 2006 in Lachhammer gegossen und wiegt 470 kg. Sie trägt den Spruch: DIENET DEM HERRN MIT FREUDE.

## Sonstiges
Im Sommer ist die Jacobikirche meist an den Dienstagen von 10 bis 18 Uhr zur Besichtigung geöffnet, nach Absprache mit dem Pfarramt sind andere Zeiten möglich. Neben den Gottesdiensten (sonntags 9:30 Uhr) finden jährlich zahlreiche Konzerte in der Jacobikirche statt.